# Might and Magic II: Gates to Another World
Might and Magic II: Gates to Another World este cel al doilea joc video de rol pentru calculator din seria Might and Magic, lansat în anul 1988 pentru diferite platforme de către firma New World Computing. Este o continuare a Might and Magic: The Secret of the Inner Sanctum (1986).

## Poveste
După evenimentele din Might and Magic: The Secret of the Inner Sanctum, aventurierii care l-au ajutat pe Corak să-l învingă pe Sheltem pe VARN (Vehicular Astropod Research Nacelle) se duc prin „Portalurile spre o Altă Lume” din VARN în CRON (Central Research Observational Nacelle). CRON se confruntă cu multe probleme cauzate de Sheltem și, încă o dată, aventurierii trebuie să călătorească prin CRON, cele patru planuri elementale și chiar și prin timp pentru a-l ajuta pe Corak să-i împiedice planul lui Sheltem de a azvârli CRON în soare.

## Recenzii
- Player One (septembrie 1991)[1]
- Tilt (mai 1989)[2]
- Power Play (1989)[3]
- Power Play (aprilie 1989)[4]
- Consoles Plus (septembrie 1991)[5]
- Video Games (septembrie 1991)[6]
- Mean Machines (iulie 1991)[7]
- The Games Machine (decembrie 1989)[8]
- Zero (mai 1990)[9]
- Info (noiembrie 1989)[10]
- Enchanted Realms (septembrie 1990)[11]
- Games-X (8 august 1991)[12]
- Amiga Joker (aprilie 1990)[13]
- neXGam (27 decembrie 2009)[14]
- ACE (Advanced Computer Entertainment) (iunie 1990)[15]
- Joker Verlag präsentiert: Sonderheft (1992)[16]
- Electronic Gaming Monthly (EGM) (Jun, 1992)
- Video Games (mai 1994)[17]